# (7084) 1991 BR
(7084) 1991 BR (1991 BR, 1975 EQ5, 1980 PB) — астероїд головного поясу.
Тіссеранів параметр щодо Юпітера — 3,394.